# ريك دي ميل
ريك دي ميل هو مدرب كرة قدم ولاعب كرة قدم بلجيكي، ولد في 15 سبتمبر 1981 في Eeklo ‏ في بلجيكا.